# Renée Godinot
Pour les articles homonymes, voir Godinot et Barrois (homonymie).
Renée Godinot, épouse Barrois, aussi appelée Paule Godinot, née le 30 janvier 1885 à Haironville et morte en 31 décembre 1943 à Vignory, est la première femme nommée commissaire-priseur en France.
Veuve en novembre 1926 d'un commissaire-priseur de Chaumont, elle lui succède en mai 1928.

## Biographie
Paule Julie Marie Renée Godinot naît en 1855 à Haironville, fille de Paul Antoine Lucien Godinot, ingénieur des arts et manufactures à la forge d'Haironville, et de Jeanne Marie Estelle Guyot, son épouse, sans profession.
En 1910, elle épouse à Saint-Dizier René Barrois, commissaire-priseur à Chaumont. Établi à Chaumont puis à Vignory, le couple a trois enfants. Après quelques années de mariage, Renée Godinot seconde son mari dans son travail,. Elle le remplace pendant la guerre tandis qu'il est mobilisé, mais doit alors être assistée par un huissier de Chaumont.
En 1924, impressionné par une vente de charité dirigée par l'actrice Cécile Sorel à laquelle il a assisté à Deauville, le sénateur Louis Martin dépose une proposition de loi pour permettre aux femmes de devenir commissaire-priseur,. La loi est votée en urgence le 20 avril 1924.
Deux ans plus tard, en novembre 1926, René Barrois meurt de maladie à l'âge de 44 ans. Renée Godinot souhaite lui succéder afin de subvenir aux besoins de sa famille. Elle est contrainte de racheter, par l'intermédiaire d'un tuteur, une partie de la charge dont ses enfants ont hérité en indivision. N'ayant pas effectué, contrairement à ses homologues masculins, un stage préalable chez un commissaire-priseur, un avoué, un notaire ou au sein du greffe d'un tribunal, Renée Godinot doit passer un examen. Le procureur de la République du parquet de Chaumont explique ainsi à la chancellerie : 

« Mme Barrois reprend la charge pour la céder à son fils âgé de 17 ans. Elle est d'une excellente réputation. Elle a obtenu l'admittatur du tribunal. Elle n'a accompli aucun stage mais elle est intelligente. En aidant son mari, elle a acquis les connaissances nécessaires à l'exercice des fonctions auxquelles elle postule ainsi que j'ai pu m'en assurer au cours de l'examen que je lui ai fait subir et dont le procès-verbal figure au dossier. Elle réunit donc toutes les conditions requises pour que la candidature soit agréée. Il résulte des renseignements recueillis que Mme Barrois n'a pas d'antécédent politique. M. le Préfet de la Haute-Marne donne un avis très favorable à sa demande. »

Renée Godinot est nommée commissaire-priseur le 8 mai 1928 par le ministre de la Justice Louis Barthou, devenant ainsi la première Française à exercer cette profession,,. La nouvelle de sa nomination est saluée par Le Journal des commissaires-priseurs et relayée par de nombreux journaux,,,,. À un journaliste qui l'interviewe sur sa nouvelle charge et sa condition, elle répond : « Je suis persuadée que je trouverai auprès des officiers ministériels un vif désir de faciliter ma tâche. Aussi bien, n’ai-je d’autre désir que de faire oublier le caractère exceptionnel de ma situation. »
En 1929 puis en 1932 et 1933, trois femmes sont nommées commissaires-priseurs,, la profession restant toutefois essentiellement masculine,.
Décrite comme « une femme de tête et d'action », Renée Godinot exerce comme commissaire-priseur jusqu'à sa mort, à Vignory en 1943, après « une courte maladie »,,. Son fils reprend officiellement sa charge en 1946.